# Heterodoxi
Heterodoxi (irrlärighet, grekiska heterodoxos, av heteros ’annan’, ’olika’, och doxa, ’mening’) i religiös mening betyder "åsikter eller doktriner som går emot en officiell eller ortodox åskådning". Enligt denna definition är heterodoxi detsamma som oortodoxi, medan adjektivet "heterodox" skulle kunna tillämpas på en dissident. Begreppet innebär motsatsen till ortodoxi.
Heterodoxi är också en kyrklig fackterm, som definieras på olika sätt av olika religioner och kyrkor. Exempelvis kan i den romersk-katolska och ortodoxa kyrkor heterodoxi beskriva övertygelser som skiljer sig från strikt ortodoxa åsikter men som inte är så avvikande att de kan betecknas som kätteri. Under 1500-talet och långt in på 1900-talet betraktade de katolska och ortodoxa kyrkorna officiellt varandra som heterodoxa, medan de såg den protestantiska kristendomen som kättersk.
Termen används inom ekonomi för att beskriva Heterodox ekonomisk teori. Alltså de ekonomiska teorier som inte delar den konventionella politiska ekonomins grundantaganden som exempelvis metodologisk individualism.